# Tom & Jerry Kids Show
Tom & Jerry Kids Show var en tecknad tv-serie med Tom och Jerry 1990 till 1993. Det fanns också en spin-off med titeln Mästerdetektiven Droopy. Droopy Master Detective på engelska. Hanna Barbera samarbetade med Turner Entertainment när de gjorde serien. Fyra säsonger spelades in och sammanlagt 65 avsnitt visades.

## Regissörer
- Carl Urbano
- Don Lusk
- Paul Sommer
- Robert Alvarez
- Jay Sarbry

## Röster
- Frank Welker
- Don Messick
- Dick Gautier
- Patric Zimmerman
- Charlie Adler
- Brandon Q. Adams

## Svenska röster
- Gunnar Ernblad som Spike och Droopy
- Hans Jonsson som Dripple
- Annica Smedius som fröken Vavoom
- Tommy Nilsson som McVarg
- Mattias Knave

## Danska röster
- Lars Thiesgaard
- Peter Røschke - 1996

## Avsnitt

### Säsong 1 (1991)
1. The Planet Dogmania; McWolfula; Catawumpus Cat
2. Pest in the West; Double 'O' Droopy; Tom, the Babysitter
3. Gas Blaster Puss; Fear of Flying; Mess Hall Mouser
4. Toliver's Twist; Boomer Beaver; Pony Express Droopy
5. Krazy Klaws; Tyke on a Bike; Tarmutt of the Apes
6. Tom's Mermouse Mess-Up; Here's Sand in Your Face; Deep Space Droopy
7. Termi-Maid; The Fish That Shoulda Got Away; Droopy's Rhino
8. The Break n' Entry Boyz; Love Me, Love My Zebra; Dakota Droopy Returns
9. Doom Manor; Barbecue Bust-Up; The Fabulous Droopy & Dripple
10. S.O.S# Ninja; The Pink Powder Puff Racer; Car Wash Droopy
11. Go-Pher Help; Downhill Droopy; Down in the Dumps
12. Catastrophe Cat; Droopy & the Dragon; Wildmouse II
13. Tom's Double Trouble; High Seas Hijinks; Just Rambling Along

### Säsong 2 (1992)
1. The Watchcat; Go with the Floe; Pooches in Peril
2. Catch as Cat Can; I Dream of Cheezy; Fraidy Cat
3. Sing Along with Slowpoke; Dakota Droopy & the Great Train Robbery; Droopy Law
4. Stunt Cat; See No Evil; This Is No Picnic
5. Scrapheap Symphony; Circus Cat; Cajun Gumbo
6. Hunter Pierre; Battered Up; Conquest of the Planet Irwin
7. Big Top Droopy; Jerry & the Beanstalk; High Speed Hounds
8. Penthouse Mouse; Twelve Angry Sheep; The Ant Attack
9. Mouse with a Message; It's the Mad, Mad, Mad, Mad, Dr# McWolf; Wild World of Bowling
10. Star Wrek; Droop & Deliver; Swallow the Swallow
11. Lightning Bolt-The Super Squirrel-Strikes Again; Surely You Joust; Rootin' Tootin' Slowpoke
12. Firehouse Mouse; The Wrath of Dark Wolf; Pound Hound
13. The Ghost of Castle McLochjaw; A Thousand Clones; Roughing It

### Säsong 3 (1993-1994)
1. As the Cheese Turns; McWerewolf of London; Grab That Bird
2. Cave Mouse; McWolfenstein Returns; Destructive Construction
3. Alien Mouse; Droopy Man; Abusement Park
4. Martian Mouse; Dark Wolf Strikes Back; Knockout Pig
5. Musketeer Jr#; Galaxy Droopy; Return of the Ants
6. Droopy Man Returns; Tom Thumped; Droopnet
7. Right Brother Droopy; Cheap Skates; Hollywood Droopy
8. Fallen Archers; When Knights Were Cold; The Mouth Is Quicker Than the Eye
9. Mutton for Punishment; Cat Counselor Cal; Termite Terminator
10. Bride of McWolfenstein; Hillbilly Hootenanny; El Smoocho
11. Droopy Hockey; Hawkeye Tom; No Tom Like the Present
12. Dirty Droopy; Two Stepping Tom; Disc Temper
13. Order in Volleyball Court; King Wildmouse; Space Chase (Series Finale)